# Comté de Saint-Pol
fin du Xe siècle – 1787-1790
Entités précédentes :
- Pagus Bononiensis
- Pagus Teruanensis
- Comté de Boulogne

Entités suivantes :
- Comté d'Artois
- Pas-de-Calais

Le comté de Saint-Pol est un territoire féodal correspondant au pays du Ternois, région comprise dans le département du Pas-de-Calais entre l'Artois et la Picardie. Au cours de son histoire, il a été acteur et objet de plusieurs conflits entre les grands États voisins : Royaume de France, Royaume d'Angleterre et Saint-Empire.

## Géographie
Le comté tire son nom de sa capitale, Saint-Pol-sur-Ternoise, qui était à l'origine une forteresse composée de deux châteaux très élevés, séparés par un fossé large et profond. Le territoire contrôlé a varié au fil du temps, il représente approximativement un arc de cercle de près de 80 km de long, entre Ponthieu, Amiénois et Vermandois.

## Histoire

### Origines
Jusqu'en 965, le Ternois fait partie du pagus Teruanensis. Celui-ci paraît alors avoir été démembré : la partie septentrionale, comprenant la ville épiscopale de Thérouanne, fut conservée par les comtes de Flandre qui la divisèrent en deux châtellenies dont les chefs-lieux étaient Thérouanne et Saint-Omer, et dès le milieu du XIe siècle, la partie méridionale de l'ancien pagus fut tenue en fief des comtes de Flandre par un comte qui prenait habituellement, du lieu de sa résidence, le titre de comte de Saint-Pol. Ce comte était aussi parfois désigné sous celui de « comte de Ternois » (équivalent français de Teruanensis), d'où la restriction du nom de Ternois à ce comté, qui ne comprenait pourtant pas la capitale de l'ancien pagus.

Le comté émerge peu à peu sur les ruines de plusieurs pagi, dans une zone de contact entre les mouvances des comtés de Flandre et de Boulogne. Le Ternois, bien que dépendant de la puissance flamande, ne lui est pas inféodé, ainsi les comtes peuvent tirer profit d'une situation de marge, qui leur permet de prendre le contrôle du territoire.

### Époque féodale
À la fin du XIIe siècle, le comté de Saint-Pol est mouvant de celui de Boulogne, même si le comte de Saint-Pol fait régulièrement hommage au comte de Flandre, quand il peut en tirer profit. À la suite de la mort sans héritier, en juin 1191, du comte de Flandre Philippe d'Alsace, Philippe Auguste, par le traité d'Arras d'octobre 1191, prend possession effective de l'Artois, comprenant les places d'Arras, Bapaume, Hesdin, Saint-Omer et Aire-sur-la-Lys, ainsi que la suzeraineté sur les comtés de Boulogne, Guînes et Saint-Pol, et de la place vermandoise de Péronne.
Le comté, qui demeurera aux Châtillon par la suite, était passé à cette maison en 1205, après la mort de Hugues IV, dont la fille et héritière Élisabeth avait épousé Gaucher de Châtillon,, proche du pouvoir royal.
Ces deux dynasties établirent un pouvoir territorial assez fort et durable, reposant notamment sur l'exercice de la justice et l'émission de nombreuses chartes,.
Le comté de Saint-Pol, tout comme ceux de Boulogne et de Guînes, entra dans la mouvance de l'Artois et, à l'exception des territoires qui furent temporairement occupés par l'Angleterre, ils suivirent ses destinées. 

### Maison de Luxembourg
À la fin du XIVe siècle, le comté passe dans les mains de la maison de Luxembourg, avec un épisode éphémère sous le sceptre d'une branche cadette des Valois-Bourgogne. L'avènement de cette dynastie en Artois, en 1384, provoque en effet la mise sous tutelle du comté, encore plus sensible en 1435 avec le traité d'Arras. Le comté de Saint-Pol est alors entièrement cerné par des fiefs bourguignons, et en tant qu'arrière-fief du comté de Boulogne, il est vassal du duc. Le conflit entre Louis XI et Charles le Téméraire est une formidable opportunité pour le Luxembourg qui jouent alors des oppositions pour tenter de se tailler une principauté. Louis de Luxembourg, connétable de France, est le plus brillant représentant de cette politique, même si sa chute fut finalement fatale à la dynastie. Ses héritiers sont privés de leurs terres et le comté est placé sous séquestre de la couronne pendant deux ans, entre 1475 et 1477. La dernière des Luxembourg, Marie, fut finalement mariée à un prince français relativement médiocre, François de Bourbon-Vendôme, chef d'une des branches les plus éloignées de la dynastie capétienne. Survivant de plus de cinquante ans à celui-ci, c'est cependant elle qui gouverna le comté pendant la première moitié du XVIe siècle. À sa mort, en 1547, les droits sur le comté passent directement à sa petite-fille Marie de Bourbon, mariée par la suite à Léonor d'Orléans-Longueville. 

### Un territoire disputé durant les temps modernes
À partir de la mort du connétable de Saint-Pol, le comté est l'objet de conflits systématiques. En raison de sa situation géographique, il se retrouve au cœur de la rivalité entre les Habsbourg et les Valois. Presque entièrement enclavé dans le comté d'Artois, il est réclamé par les deux puissances : les Valois le considèrent comme un fief mouvant du comté de Boulogne, les Habsbourg comme un fief mouvant du comté d'Artois. Il est donc régulièrement ravagé et occupé par Charles Quint, François Ier, Henri II puis Philippe II d'Espagne. Le comté change ainsi très régulièrement de mains et les Bourbon-Saint-Pol furent à l'occasion dédommagés par d'autres fiefs, comme le comté de Montfort. Le conflit ne fut finalement réglé qu'au XVIIe siècle avec l'annexion progressive de l'Artois par le Royaume de France. 
Marie d'Orléans-Longueville succéda, en l'an 1694, à son frère Jean-Louis, dans le comté de Saint-Pol et les autres domaines qu'il avait hérités de Charles-Paris, et dont la régie avait été commise à des curateurs. Marie ne garda pas le comté de Saint-Pol. Elle le vendit, par contrats des 15 et 17 novembre 1705, à Élisabeth de Lorraine-Lillebonne, veuve de Louis Ier de Melun, prince d'Épinoy dans l' Artois. Cette vente occasionna un long débat entre les fermiers des domaines du Boulonnais et ceux de l'Artois pour les droits de relief ; les uns soutenant que le comté de Saint-Pol relevait de Boulogne, les autres prétendant qu'il était mouvant de l'Artois, comme étant dans la gouvernance d'Arras. Le procès fut à la fin terminé, par arrêt du conseil du mois de janvier 1787, en faveur des derniers. De cette date à la création des départements en 1790, le comté de Saint-Pol fut donc intégré à l'Artois.